# Isaak Kikoïne
Isaak Konstantinovitch Kikoïne (en russe : Исаак Константинович Кикоин), né le 28 mars 1908 à Zagare (Empire russe, aujourd'hui en Lituanie), et décédé le 28 décembre 1984 à Moscou (Union soviétique), est un physicien et académicien soviétique. Il reçut le prix Staline en 1942, 1951, 1953, 1959, 1967 et 1980. Nommé héros du travail socialiste en 1951, il a également reçu la médaille Kourtchatov (en) en 1971. Il est l'un des fondateurs de l'institut Kourtchatov.